# 银川市唐徕中学
38°28′46″N 106°15′16″E / 38.479566°N 106.254385°E
银川市唐徕中学（原银川市唐徕回民中学），简称银川唐中，位于中华人民共和国宁夏回族自治区银川市，是宁夏回族自治区的重点中学之一。

## 网址
银川市唐徕中学 （原网页服务器暂时关闭）
（页面存档备份，存于）